# 尼爾遜岩
67°23′S 62°45′E / 67.383°S 62.750°E
尼爾遜岩（英語：Nelson Rock）是南極洲的岩島，位於麥克羅伯特森地的霍姆灣，處於威廉斯岩以北4.8公里，在1954年由澳大利亞探險隊繪入地圖，以莫森站的氣員觀測員命名。